# Chery iCar
O Chery iCar é um automóvel elétrico de porte subcompacto e de 4 lugares fabricado pela fabricante chinesa Chery.
Foi lançado no Brasil em junho de 2022 importado da China pela CAOA Chery.